# Джулі Бішоп
Джулі Ізабель Бішоп (англ. Julie Isabel Bishop; нар. 17 липня 1956, Лобетгол, Південна Австралія) — австралійська політикиня. 38-а австралійська міністерка закордонних справ (18 вересня 2013 — 28 серпня 2018).
Бішоп — заступниця керівника Ліберальної партії Австралії і є першою жінкою-заступницею керівника партії й третьою жінкою в історії Австралії, яка мала звання заступниці голови опозиції.
Член Австралійської палати представників з 1998 до 2019 року. Міністр з питань турботи про літніх людей (2003—2006), міністр освіти, науки та підготовки кадрів (2006—2007).
До приходу в парламент Бішоп здобула ступінь бакалавра права в Університеті Аделаїди, а потім навчалась на програмі розширеного управління у Гарвардській школі бізнесу, бувши керівною партнеркою однієї з найбільших австралійських юридичних фірм, Clayton Utz.

## Дитинство
Бішоп є третьою з чотирьох дітей, народжених Ізабель Мері (уродженою Вілсон) та Дугласа Алана Бішопа; у неї є дві старші сестри та молодший брат. Бішоп описує своїх батьків як «класичних лібералів Мензіса». Як її мати, так і дід Вільям Бішоп були активними в місцевому самоврядуванні, обіймаючи посади мера районної ради Іст-Торренса.

## Освіта
Бішоп розпочала свою освіту в початковій школі Баскет Рендж, а згодом відвідувала колегіальну школу для дівчат Святого Петра в Аделаїді. В останньому класі вона була головним префектом. Бішоп продовжила вивчати право в Університеті Аделаїди. Під час навчання в університеті вона підробляла барменкою на двох роботах — у Футбольному парку та в пабі в Ураїдлі. 1978 року вона здобула ступінь бакалавра права.

## Особисте життя
Бішоп була одружена з забудовником Нілом Гіллоном з 1983 по 1988 рік, взявши його прізвище на час шлюбу. Пізніше мала стосунки з сенатором Россом Лайтфутом і колишнім лорд-мером Перта Пітером Натрассом. З 2014 по 2022 рік перебувала у відносинах з бізнесменом Девідом Пантоном.